# Neftçi Peşəkar Futbol Klubu 2017-2018
Questa voce raccoglie le informazioni riguardanti il Neftçi Peşəkar Futbol Klubu nelle competizioni ufficiali della stagione 2017-2018.

## Rosa
Fonte: 
| N. |                        | Ruolo | Calciatore          |
| -- | ---------------------- | ----- | ------------------- |
|    | Azerbaigian (bandiera) | P     | Səlahət Ağayev      |
|    | Azerbaigian (bandiera) | P     | Rashad Azizli       |
|    | Azerbaigian (bandiera) | P     | Maksym Vailo        |
|    | Azerbaigian (bandiera) | D     | Farid Abbasly       |
|    | Azerbaigian (bandiera) | D     | Ruslan Abışov       |
|    | Azerbaigian (bandiera) | D     | Orkhan Bashirov     |
|    | Azerbaigian (bandiera) | D     | Ömər Buludov        |
|    | Azerbaigian (bandiera) | D     | Anton Kryvocjuk     |
|    | Azerbaigian (bandiera) | D     | Məhəmməd Mirzəbəyov |
|    | Ucraina (bandiera)     | D     | Kyrylo Petrov       |
|    | Azerbaigian (bandiera) | D     | Ilkin Qyrtymov      |
|    | Azerbaigian (bandiera) | C     | Namiq Ələsgərov     |
|    | Colombia (bandiera)    | C     | Mike Campaz         |

| N. |                        | Ruolo | Calciatore         |
| -- | ---------------------- | ----- | ------------------ |
|    | Azerbaigian (bandiera) | C     | Emin Mahmudov      |
|    | Paraguay (bandiera)    | C     | David Meza Colli   |
|    | Azerbaigian (bandiera) | C     | Kanan Mirzaliev    |
|    | Haiti (bandiera)       | C     | Sony Mustivar      |
|    | Azerbaigian (bandiera) | C     | Rəşad Sadıqov      |
|    | Azerbaigian (bandiera) | C     | Elnur Suleymanov   |
|    | Azerbaigian (bandiera) | A     | Mirabdulla Abbasov |
|    | Azerbaigian (bandiera) | A     | Elnur Dzhafarov    |
|    | Paraguay (bandiera)    | A     | Francisco Garcia   |
|    | Argentina (bandiera)   | A     | Lucas Gómez        |
|    | Azerbaigian (bandiera) | A     | Rahman Hadzhiyev   |
|    | Cile (bandiera)        | A     | Ignacio Herrera    |